# Det Syndens Barn!
 Ikke at forveksle med Et Syndens Barn.
Det Syndens Barn! er en stum dansk dramafilm fra 1914 produceret af Dansk Filmfabrik i Aarhus. Filmens instruktør er ukendt.
Filmen havde dansk premiere den 23. november 1914 i Biograf-Theatret. 

## Handling
En forpagter har to døtre, Laura og Anna. Anna er fornuftig, men Laura forelsker sig i en murersvenden Jean, og da faderen ikke bryder sig om Lauras hensynsløse kæresterier, får forpagteren Jean afskediget fra sin mester. Men uden betænkning løber Laura hjemmefra med Jean og flytter ind til den store by. Men Jean viser sig at være en skidt og drikfældig karl, og Laura må tage et arbejde på et tarveligt værtshus. Anna derimod liver forlovet med en ung brav mand, der blot skal have sin nye gård opført førend brylluppet kan stå. Forpagteren sørger for, at den kommende svigersøn skal få fod under eget bord og tager til byen for at ordne et kreditforeningslån. Efter at lånte er faldet på plads, tager forpagteren ud for at fejre det, og han ender på det værtshus, hvor Laura arbejder. Laura ser, at Jean vil stjæle forvalterens tegnebog med pengene i, og hun sørger for at skifte sedlerne ud med papirlapper. Faderen kommer hjem på gården og opdager, at pengene er væk. Laura vender tilbage til hjemmet med pengene og faderen tilgiver hende, og hun finder sin plads i familiens trygge skød.

## Medvirkende
- Peter Nielsen - Forpagter Walther
- Elisabeth Stub - Laura, forpagterens datter
- Jenny Roelsgaard - Anna, forpagterens datter
- Aage Schmidt - Jean